# Régnié-Durette
Régnié-Durette település Franciaországban, Rhône megyében. Lakosainak száma 1159 fő (2022. január 1.). Régnié-Durette Cercié, Lantignié, Quincié-en-Beaujolais, Villié-Morgon és Deux-Grosnes községekkel határos.

## Népesség
A település népessége az elmúlt években az alábbi módon változott:
| Lakosok száma | 1094 | 1107 | 1139 | 1119 | 1124 | 1126 | 1137 | 1148 | 1159 |
|               | 2013 | 2015 | 2016 | 2017 | 2018 | 2019 | 2020 | 2021 | 2022 |